# Нова Убінка
Нова У́бінка (каз. Новая Убинка) — село у складі Шемонаїхинського району Східноказахстанської області Казахстану. Входить до складу Зевакінського сільського округу.
Населення — 65 осіб (2021; 152 у 2009, 363 у 1999, 370 у 1989).
Національний склад станом на 1989 рік:
- росіяни — 70 %